# Jucu
Jucu (Hongaars: Zsuk község) is een gemeente in Cluj. Jucu ligt in de regio Transsylvanië, in het westen van Roemenië.
Volgens de volkstelling uit 2002 maakten de Roemenen 86% van de bevolking uit, gevolgd door de Hongaren met 13% en de Roma met 1%.
De gemeente bestaat uit vijf dorpen: Gădălin (Kötelend), Juc-Herghelie (Zsukiménes), Jucu de Mijloc (Nemeszsuk), Jucu de Sus (Felsőzsuk) en Vişea (Visa). In het dorp Visea zijn circa 400 van de 500 inwoners Hongaren die behoren tot de etnische Hongaarse minderheid in Roemenië. Het dorp is daarmee een van de Hongaarse enclaves in het gebied.
Steden met gemeentestatus: Cluj-Napoca · Turda · Câmpia Turzii · Dej · Gherla

Stad zonder gemeentestatus: Huedin

Gemeenten: Aghireșu · Aiton · Aluniș · Apahida · Așchileu Mare · Baciu · Băișoara · Beliș · Bobâlna · Bonțida · Borșa · Buza · Căianu · Călățele · Cămărașu · Căpușu Mare · Cășeiu · Cătina · Câțcău · Ceanu Mare · Chinteni · Chiuiești · Ciucea · Ciurila · Cojocna · Cornești · Cuzdrioara · Dăbâca · Feleacu · Fizeșu Gherlii · Florești · Frata · Gârbău · Geaca · Gilău · Iara · Iclod · Izvoru Crișului · Jichișu de Jos · Jucu · Luna · Măguri-Răcătău · Mănăstireni · Mărgău · Mărișel · Mica · Mihai Viteazu · Mintiu Gherlii · Mociu · Moldovenești · Negreni · Pălatca · Panticeu · Petreștii de Jos · Ploscoș · Poieni · Râșca · Recea-Cristur · Săcuieu · Săndulești · Săvădisla · Sânncraiu · Sânmartin · Sânpaul · Someșeni · Sic · Suatu · Tritenii de Jos · Tureni · Țaga · Unguraș · Vad · Valea Ierii · Viișoara · Vultureni